# مرغ باران سرخابی
مرغ باران سرخابی (نام علمی: Pterodroma magentae) نام یک گونه از سرده مرغ باران خرمگسی است.